# Коронавірусна хвороба 2019 у Марокко
Спалах коронавірусної хвороби 2019 у Марокко — це поширення пандемії коронавірусної хвороби 2019 на територію Марокко. Перший випадок хвороби зареєстровано 2 березня 2020 року в Касабланці. Цей випадок зареєстровано в марокканця, який прибув з італійського міста Бергамо до країни 27 лютого. Пізніше того ж дня було підтверджено другий випадок у 89-річної марокканки, яка проживала в Італії, та повернулася до Марокко 25 лютого з Болоньї. Після початку спалаху хвороби в країні уряд Марокко в середині березня закрив усі школи в країні, та видав розпорядження про призупинення міжнародного транспортного сполучення. Станом на 6 серпня 2021 року було зареєстровано 676683 підтверджених випадків хвороби, з яких 598958 одужали та 10163 померли. Уряд офіційно підрахував, що на той день 14981732 громадяни отримали першу ін'єкцію вакцини, з яких 10870130 також отримали другу ін'єкцію.

## Хронологія

### 2020
Після підтвердження двох випадків 2 березня 2020 року, 10 березня 2020 року виявлений третій випадок хвороби — французький турист, який прибув до Марракеша. Того ж дня померла одна з перших двох хворих, жінка 89 років. 11 березня повідомлено, що в дружини та дочки французького туриста також підтверджено коронавірусну хворобу, після чого кількість підтверджених випадків у країні зросла до 5. Того ж дня було повідомлення про виявлення шостого випадку у жінки 60 років, яка прибув із Франції, в якої зареєстровано скарги на затруднене дихання з 7 березня. 13 березн підтверджено ще два випадки: 39-річний марокканець, який повернувся з Іспанії, та 64-річна громадянка Франції. Того ж дня міністерство охорони здоров'я країни повідомило про одужання першого хворого в країні.

### Березень
14 березня в країні виявлено 10 випадків хвороби, в тому числі міністр Марокко Абделькадер Аамара, унаслідок чого загальна кількість випадків хвороби в країні зросла до 18.
15 березня виявлено 10 нових випадків коронавірусної хвороби, внаслідок чого загальна кількість випадків хвороби зросла до 28.
16 березня виявлено 9 нових випадків коронавірусної хвороби, унаслідок чого загальна кількість випадків у країні досягла 37.
17 березня 2020 року в країні підтверджена друга смерть від коронавірусу в марокканця, який прибув із Франції. Того ж дня було підтверджено 6 нових випадків хвороби, загальна кількість випадків хвороби в країні зросла до 44.
18 березня в країні виявлено 10 нових випадків хвороби, внаслідок чого загальна кількість випадків хвороби в країні зросла до 54.
19 березня в країні зареєстровано друге одужання, підтверджено 9 нових випадків, унасідок чого загальна кількість випадків зросла до 63.
20 березня повідомлено про третю смерть в країні від коронавірусної хвороби, зареєстровано 16 нових випадків хвороби, унаслідок чого загальна кількість випадків хвороби в країні зросла до 79.
21 березня опівночі повідомлено про виявлення 7 нових випадків коронавірусної хвороби в країні, унаслідок чого загальна кількість випадків коронавірусної хвороби в країні досягла 86. Того ж дня о 19:30 повідомлено про третє одужання та виявлення ще 10 випадків, унаслідок чого загальна кількість випадків зросла до 96. Третє одужання зафіксовано в 64-річного громадянина Франції та Сенегалу, який став шостим випадком хвороби в Марокко.
22 березня о 10:00 було повідомлено про 8 нових випадків, додатково підтверджено ще 4 випадки хвороби о 12:30 дня, ще про один випадок оголошено о 14:30, унаслідок чого загальна кількість випадків хвороби в країні зросла до 109. Того ж дня о 20:30 повідомлено про четверту смерть від коронавірусної хвороби та про виявлення ще 6 випадків хвороби, унаслідок чого загальна кількість випадків коронавірусної хвороби в країні зросла до 115.
23 березня об 11:00 було повідомлено про 7 нових випадків, ще про 12 випадків повідомлено о 12:30, ще про 9 додаткових випадків та 2 нових випадки повідомлено о 18:00, унаслідок чого загальна кількість підтверджених випадків хвороби в країні зросла до 143.
24 березня о 18:00 міністерство охорони здоров'я країни повідомило про нову смерть від коронавірусної хвороби, унаслідок чого загальна кількість померлих зросла до 5. Новий померлий був 76-річним чоловіком, який повернувся з Нідерландів, та мав хронічну хворобу, яка знизила його імунітет. Того ж дня підтверджено одужання 80-річної жінки у Фкіх-Бен-Салаху, унаслідок чого кількість одужань у країні зросла до 6. У країні зареєстровано 27 нових випадків хвороби, внаслідок чого загальна кількість випадків хвороби в Марокко зросла до 170.
25 березня міністерство охорони здоров'я країни повідомило про ще одну смерть від коронавірусної хвороби в країні — 65-річного чоловіка, який мав низку хронічних хвороб, унаслідок чого кількість померлих від коронавірусної хвороби зросла до 6. У країні також зареєстровано одужання 69-річного хворого. унаслідок чого кількість одужань зросла до 7. За останню добу виявлено 55 нових випадків хвороби, внаслідок чого загальна кількість випадків у країні зросла до 225.
26 березня міністерство охорони здоров'я Марокко повідомило про 4 нових випадки смерті від коронавірусної хвороби, унаслідок чого кількість смертей у країні зросла до 10. Один хворий одужав протягом доби, після чого кількість одужань в країні зросла до 8. За останню добу в країні виявлено 50 випадків коронавірусної хвороби, унаслідок чого загальна кількість випадків у країні зросла до 275.
27 березня о 18:00 міністерство охорони здоров'я країни повідомило про 11 нових випадків смерті від коронавірусної хвороби, унаслідок чого загальна кількість смертей у країні зросла до 21. 3 хворих одужали, унаслідок чого загальна кількість випадків видужання зросла до 11. Підтверджено 58 нових випадків хвороби, унаслідок чого загальна кількість випадків зросла до 333. Того ж дня о 21:00 повідомлено про ще 2 смерті та ще 12 нових випадків хвороби, внаслідок чого кількість випадків у країні зросла до 345.
28 березня в країні виявлено 13 нових випадків, унаслідок чого кількість випадків хвороби в країні зросла до 358. Того ж дня о 18:00 міністерство охорони здоров'я повідомило про збільшення підтверджених випадків до 359 та повідомлено про нову смерть, що призвело до збільшення кількості смертей до 24. Ще 21 випадок хвороби та одна смерть були підтверджені о 21:00, що призвело до збільшення кількості хворих до 390 та смертей до 25. О 23:00 було підтверджено дванадцять нових випадків та одне одужання, в результаті чого загальна кількість випадків хвороби зросла до 402, кількість одужань зросла до 12.
29 березня 2020 року о 8:00 повідомлено про 35 нових випадків хвороби, помер ще один хворий, загальна кількість до 437 та 26 відповідно. Того ж дня о 13:00 було підтверджено ще 13 нових випадків хвороби, унаслідок чого загальна кількість випадків хвороби в країні зросла до 450. Ще 21 випадок та одна смерть були підтверджені о 21:00, в результаті чого загальна кількість випадків хвороби зросла до 390, а кількість померлих до 25. О 23:00 було підтверджено ще 12 нових випадків та одне одужання, унаслідок чого загальна кількість хворих зросла до 402, а одужань до 12.
30 березня 2020 року о 8:00 повідомлено про виявлення 37 нових випадків хвороби, помер один хворий, унаслідок чого загальна кількість випадків хвороби в країні зросла до 516, кількість померлих зросла до 27. Того ж дня о 13:00 було зареєстровано ще дві смерті та одне одужання, унаслідок чого кількість смертей зросла до 29, кількість одужань зросла до 14. Того ж дня о 18:00 міністерство охорони здоров'я повідомило про збільшення випадків хвороби до 534. Кількість смертей та одужань зросли відповідно до 33 та 14.
31 березня 2020 року о 8:00 повідомлено про виявлення 40 нових випадків хвороби, внаслідок чого загальна кількість випадків зросла до 574. Того ж дня о 18:00 було зареєстровано ще 28 нових випадків, три смерті та 10 одужань, міністерство охорони здоров'я повідомило про збільшення підтверджених випадків хвороби до 602, кількості померлих до 36, а кількість одужань до 24. На 21:00 було зареєстровано ще 15 нових випадків, унаслідок чого загальна кількість випадків зросла до 617.

#### Квітень
1 квітня о 8:00 повідомлено про виявлення 21 нового випадку хвороби. Того ж дня о 13:00 було повідомлено про одну смерть та два випадки одужання, загальна кількість померлих зросла до 37, кількість одужань зросла до 26. О 18:00 було зареєстровано ще 4 нових випадки хвороби. О 21:00 було підтверджено ще 12 нових випадків, 2 смерті та 3 одужання, унаслідок чого загальна кількість випадків хвороби в країні зросла до 654.
2 квітня о 8:00 повідомлено про виявлення 22 нових випадків хвороби. Того ж дня о 13:00 повідомили про одну смерть, кількість смертей зросла до 40, а кількість одужань до 29. О 18:00 зареєстровано ще 4 смерті, 1 одужання, та 15 нових випадків. О 21:00 було підтверджено ще 17 нових випадків та одне одужання, унаслідок чого загальна кількість випадків зросла до 708, загальна кількість смертей до 44, загальна кількість одужань до 31.
3 квітня 2020 року о 8:00 було зареєстровано 44 нових випадки, 4 одужання та 3 смерті. Об 11:00 було повідомлено про ще 15 одужань. О 18:00 було зареєстровано 3 смерті, 7 одужання та 26 нових випадків хвороби. О 22:00 було підтверджено ще 30 нових випадків, одне одужання та одна смерть, що призвело до збільшення кількості випадків до 791, кількості смертей до 48, кількості одужань до 57.
У квітні зареєстровано 3806 нових випадків хвороби, унаслідок чого загальна кількість випадків зросла до 4423. Кількість померлих зросла до 170. Кількість одужань зросла до 984, на кінець місяця залишилось 3269 активних випадків хвороби.

#### Травень
У травні зареєстровано 3384 нових випадків хвороби, унаслідок чого загальна кількість випадків зросла до 7807. Кількість померлих зросла на 35 до 205. Кількість одужань зросла до 5459. На кінець місяця зареєстровано 2143 активних випадків хвороби.

#### Червень
24 червня о 10:00 зареєстровано 349 нових випадків та 19 випадків одужання, унаслідок чого загальна кількість випадків хвороби зросла до 10693, а кількість одужань зросла до 8426. Того ж дня о 17:00 міністерство охорони здоров'я повідомило про зростання кількості підтверджених випадків хвороби до 10907, а кількості одужань до 8468.
У червні було зареєстровано 4726 нових випадків хвороби, унаслідок чого загальна кількість підтверджених випадків зросла до 12533. Кількість померлих зросла з 23 до 228. Кількість одужань зросла до 8920. На кінець місяця було зареєстровано 3385 активних випадків хвороби.

#### Липень
У липні в країні зареєстровано 11789 нових випадків хвороби, унаслідок чого загальну кількість випадків хвороби збільшилась до 24322. Кількість померлих зросла на 125 до 353. Кількість одужань хворих зросла майже вдвічі до 17658. На кінець місяця було зареєстровано 6311 активних випадків хвороби.

#### Серпень
У серпні було зареєстровано 38268 нових випадків хвороби, унаслідок чого загальна кількість випадків хвороби в країні зросла до 62590. Кількість померлих зросла на 788 до 1141. На кінець місяця було зареєстровано 13854 активних випадків хвороби.

#### Вересень
У вересні було зареєстровано 58593 нових випадків хвороби, унаслідок чого загальна кількість випадків зросла до 121183. Кількість померлих зросла до 2152.

### 2021
18 січня у порту Танжер-Мед виявлено перший підтверджений випадок у Марокко варіанту B.1.1.7.
19 січня влада Марокко заборонила доступ для літаків і пасажирів з ПАР, Данії та Британії. 28 січня в Марокко почалася вакцинація, першим вакцину отримав король Мухаммед VI.
1 березня Марокко зупинило авіасполучення з Бельгією та Італією через захворюваність.
29 грудня в країні було продовжено обмеження на пасажирські рейси щонайменше до 31 січня 2022, а також введено нічну комендантську годину. Дозволеними залишилися лише пасажирські рейси та репатріаційні рейси, що повертають жителів країни додому.

### 2022
У 2022 році зареєстровано 308533 підтверджених випадки хвороби, що довело загальну кількість випадків до 1271595. У 2022 році 314655 хворих одужали, а 1445 осіб померли, внаслідок чого загальна кількість померлих досягла 16294. На кінець 2022 року було 453 активних випадки хвороби.

## Заходи щодо боротьби з епідемією

### Транспорт
13 березня 2020 року уряд Марокко повідомив про призупинення пасажирського транспортного сполучення, включно з поромними переправами, з Іспанією, Алжиром та Францією на невизначений термін. 14 березня 2020 року уряд повідомив, що призупиняється авіасполучення ще з 25 країнами. До цієї дати авіасполучення було призупинене з Китаєм, Іспанією, Італією, Францією та Алжиром. Пізніше авіасполучення призупинено також з Австрією, Бахрейном, Бельгією, Бразилією, Канадою, Чадом, Данією, Єгиптом, Німеччиною, Грецією, Йорданією, Ліваном, Малі, Мавританією, Нідерландами, Нігером, Норвегією, Оманом, Португалією, Сенегалом, Швейцарією, Швецією, Тунісом, Туреччиною та ОАЕ.
15 березня 2020 року уряд призупинив усі міжнародні авіарейси, та не повідомив очікувану дату відновлення міжнародного авіасполучення. Частина авіарейсів проведено для вивезення з країни іноземців, які бажали виїхати, до того як країна повністю закрила свої аеропорти 22 березня.
21 червня уряд знову відкрив найбільші аеропорти країни лише для внутрішніх рейсів.
9 липня уряд оголосив про відновлення міжнародних авіарейсів, допускаються на авіарейси лише марокканці або іноземці, які постійно проживають у країні. Пасажири, які прямують до Марокко, повинні пред'явити результат тесту на коронавірус зі країни відправлення, видану менш ніж за 48 годин часу прибуття. Марокканцям, які проживають за межами країни, або іноземцям, які проживають у Марокко, було дозволено покинути країну.
4 вересня уряд країни повідомив, що громадяни інших країн, яким дозволено безвізовий в'їзд до Марокко, можуть в'їжджати на територію країни за умови наявності запрошення, або попередньо забронювавши готель.
7 вересня Марокко оголосили про початок допуску іноземних туристів з тих країн, яким не потрібна віза. При цьому туристам буде необхідно буде надавати бронювання в готелі та здавати тести на вірус.
28 листопада 2021 року уряд призупинив усі вхідні міжнародні рейси унаслідок на поширення варіанту Омікрон. Міжнародні рейси відновлено 7 лютого 2022 року.

### Освіта
13 березня уряд вирішив закрити всі навчальні заклади з 16 березня на невизначений термін. Заняття мали продовжуватися або в мережі Інтернет, або через телебачення на каналах марокканської національної телекомпанії, відповідно до рівнів здобування освіти, зокрема рівень бакалаврату.
11 квітня міністерство освіти повідомило, що тести та екзамени проходитимуть у звичайному режимі, але пізніше ніж попередньо оголошено, а прийом на наступні рівні освіти здійснюватиметься за тими ж критеріями, що і раніше, щоб забезпечити рівність в оцінюванні знань, а не допуску студентів на основі оцінок попереднього семестру.
12 травня міністерство освіти повідомлено, що цьогорічні тести та іспити скасовуються для початкової та середньої освіти, тоді як іспит для ступу до вищих учбових закладів відбудеться в липні, а перший рік навчання у вищих учбових закладах розпочнеться у вересні. Учні повертаються до школи лише у вересні 2020 року.

### Надзвичайний стан
19 березня 2020 року в Марокко оголошено про введення надзвичайного стану, яке набуде чинності 20 березня 2020 року о 18:00 за місцевим часом, та діятиме до 20 квітня 2020 року з можливістю продовження на довший період. Це розпорядження містить вимогу до громадян країни виходити з дому лише з дозволу представників місцевої влади, дозволено виходити з дому лише працівникам супермаркетів, аптек, банків, заправок, медичних закладів, телекомунікаційних компаній, та аварійних служб. У країні створена цілодобова гаряча телефонна лінія з метою посилення прямого спілкування та додержання пильності для активізації боротьби з наслідками пандемії коронавірусної хвороби, та задля забезпечення кращого захисту здоров'я громадян. У квітні 2020 року уряд помилував 5654 ув'язнених, та запропонував процедуру захисту в'язнів від спалаху коронавірусної хвороби у в'язницях.
18 квітня уряд Марокко оголосив про продовження дії надзвичайного стану до 20 травня. Як сказано в статті, опублікованій у газеті «Le Desk» 21 квітня, уряд Марокко передав свою стратегію карантину на розгляд «Boston Consulting Group».
18 травня уряд Марокко оголосив про продовження дії надзвичайного стану ще на три тижні до 10 червня.
9 червня уряд країни поділив територію країни на дві основні зони. Перша зона складається з 59 префектур і провінцій, де ситуація із поширенням коронавірусної хвороби знаходиться під контролем. Друга зона складається з 16 префектур і провінцій, де ситуація помірно контролюється. Продовжено заборону на роботу приватних закладів сфери обслуговування в обох зонах.
У першій половині липня реєструвалось мало випадків хвороби (до 200 активних випадків), у другій половині липня кількість випадків знову зросла (більше 10 тисяч активних випадків), уряд повернув багато регіонів у зону 2, закрито на карантин більше міст, та відновлено суворий карантин у містах з найбільшою кількістю випадків.
21 грудня 2020 року уряд Марокко оголосив про запровадження нічної комендантської години разом з іншими обмежувальними заходами, які набули чинності 23 грудня в рамках своїх заходів на поширення хвороби. Комендантська година періодично продовжувалася разом із запровадженням надзвичайного стану в галузі охорони здоров'я, і залишалася протягом Рамадану, а потім була скорочена на 4,5 години 22 травня.
На початку 2021 року влада завадила проведенню кількох запланованих демонстрацій, зокрема маршу солідарності з ув'язненими активістами Омаром Раді та Сулейманом Райсуні, а також численним пропалестинським протестам під приводом уникнення «будь-яких порушень урядових заходів внаслідок надзвичайної ситуації у сфері охорони здоров'я».
У липні 2021 року було повідомлено про новий сплеск випадків, частково через слабкий контроль за заходами охорони здоров'я в країні в поєднанні з новими варіантами вірусу, зокрема Дельта, з 4751 випадків на день 1 липня до 53 876 на 1 серпня. Це спонукало уряд посилити карантинні заходи, зокрема збільшити тривалість нічної комендантської години, закрити транспортне сполучення з Касабланкою, Агадіром та Марракешем (за винятком вакцинованих осіб і тих, хто має дозвіл), і забезпечити виконання маскового режиму. 23 серпня уряд продовжив надзвичайний стан у сфері охорони здоров'я щонайменше до 31 жовтня.
У відповідь на тенденцію до зменшення кількості випадків на добу комендантську годину було скорочено на 2 години, починаючи з 23:00 1 жовтня, а також на поточну кампанію вакцинації. Зрештою комендантську годину скасували 10 листопада.
У грудні 2021 року уряд оголосив про заборону майбутніх святкувань Нового року, введення комендантської години з півночі до 6:00 ранку за місцевим часом, а також обов'язкове закриття ресторанів і кафе о 23:30.
Повідомлено, що в лютому 2023 року урядова рада не прийняла новий проект постанови про продовження надзвичайного стану в галузі охорони здоров'я, який мав закінчитися 28 лютого.

### Фонд для надзвичайних ситуацій
15 березня король Марокко Мухаммед VI оголосив про створення надзвичайного фонду (назва в оригіналі фр. Fonds speccial pour la gestion de la pandémie du Coronavirus (Covid-19)) з метою модернізації інфраструктури охорони здоров'я та підтримки найбільш постраждалих секторів економіки. Фонд акумулював кошти на суму 10 мільярдів дирхамів (1 мільярд доларів).

### Боротьба з дезінформацією
Дехто з критиків уряду були заарештовані за те, що вони нібито поширювали фейкові новини про пандемію коронавірусної хвороби.

### Рамадан
Уряд Марокко оголосив, що перебувати за межами свого помешкання від 7 години вечора до 5 години ранку під час священного місяця Рамадан (який розпочинається 25 квітня) суворо заборонено з будь-яких причин, крім особливих випадків, зокрема перевезення життєво необхідних товарів.

### Інші заходи
26 березня прем'єр-міністр країни Саадеддін Отмані оголосив про припинення прийому на роботу в країні до кінця епідемії коронавірусної хвороби. Рекомендовано відкласти проведення різних громадських заходів та акцій до встановлення контролю над ситуацією. Заклади охорони здоров'я та органи державної безпеки не підпадають під дію цього наказу.
6 квітня уряд країни видав розпорядження про обов'язкове носіння захисних масок для обличчя в громадських місцях з 7 квітня.
Уряд країни оголосив, що у державному секторі зарплати скоротять на суму, еквівалентну одному робочому дню, щомісячно протягом 3 місяців (березень, квітень та травень).
22 червня міністр закордонних справ Марокко Насер Буріта оголосив про скасування цьогорічної «Операції Мархаба» — масового повернення жителів Північної Африки з Європи до своїх рідних місць протягом 3 місяців, під час якого додому повертаються близько 3 мільйонів осіб.